# Obersontheim
Obersontheim is een plaats in de Duitse deelstaat Baden-Württemberg, en maakt deel uit van het Landkreis Schwäbisch Hall.
Obersontheim telt 5.350 inwoners.
Blaufelden ·
Braunsbach ·
Bühlertann ·
Bühlerzell ·
Crailsheim ·
Fichtenau ·
Fichtenberg ·
Frankenhardt ·
Gaildorf ·
Gerabronn ·
Ilshofen ·
Kirchberg an der Jagst ·
Kreßberg ·
Langenburg ·
Mainhardt ·
Michelbach an der Bilz ·
Michelfeld ·
Oberrot ·
Obersontheim ·
Rosengarten ·
Rot am See ·
Satteldorf ·
Schrozberg ·
Schwäbisch Hall ·
Stimpfach ·
Sulzbach-Laufen ·
Untermünkheim ·
Vellberg ·
Wallhausen ·
Wolpertshausen